# Joegoslavische dinar

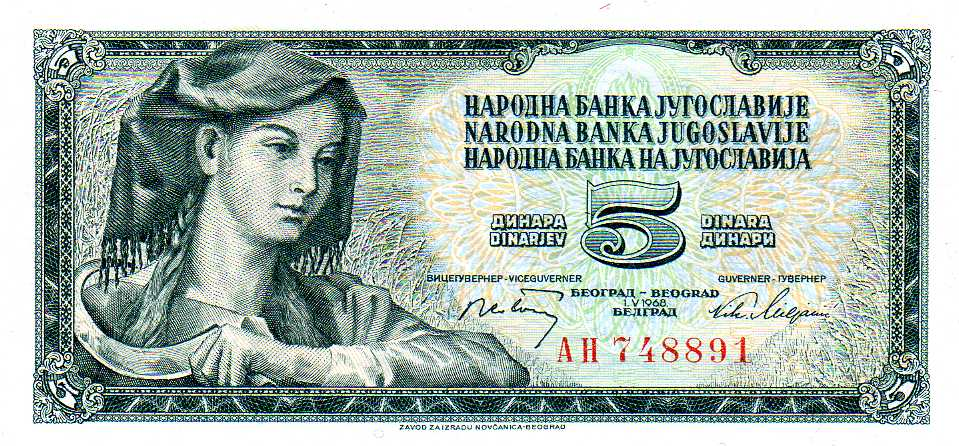
Briefje van 5 dinar.

De Joegoslavische dinar (Kroatisch: Jugoslavenski dinar,  Macedonisch: Југословенски динар, Servisch: Југословенски динар, Sloveens: Jugoslovanski dinar) was de munteenheid van het voormalige Joegoslavië. Hij was in gebruik tot 2003. Toen ging de naam van het land over in Servië en Montenegro. De dinar was onderverdeeld in 100 para.
Dinar is de naam gegeven aan eenheidsmunten in de Arabische wereld en de Balkan. De naam dinar (of denar) is afgeleid van de Romeinse munt denarius.

## Munten
De munteenheid kende de volgende muntstukken.
Koninkrijk Joegoslavië: 
- 4 dukaten
- 50 dinara
- 20 dinara
- 1 dukaat
- 10 dinara
- 2 dinara
- 1 dinar
- 50 para
- 25 para
- 10 para
- 5 para

Socialistische Federale Republiek Joegoslavië:
- 100 dinara
- 50 dinara
- 20 dinara
- 10 dinara
- 5 dinara
- 2 dinara
- 1 dinar
- 50 para
- 20 para
- 10 para
- 5 para

Federale Republiek Joegoslavië: 
- 500 dinara
- 100 dinara
- 50 dinara
- 10 dinara
- 5 dinara
- 2 dinara
- 1 dinar
- 50 para
- 10 para
- 5 para
- 1 para

## Bankbiljetten
Joegoslavië kent de volgende bankbiljetten: 
Koninkrijk Joegoslavië: 
- 10.000 dinara
- 1.000 dinara
- 500 dinara
- 100 dinara
- 50 dinara
- 20 dinara
- 10 dinara

Democratische federatie van Joegoslavië:
- 1.000 dinara
- 500 dinara
- 100 dinara
- 50 dinara
- 20 dinara
- 10 dinara
- 5 dinara
- 1 dinar

Socialistische Federale Republiek Joegoslavië:
- 500.000.000.000 dinara
- 50.000.000.000 dinara
- 10.000.000.000 dinara
- 5.000.000.000 dinara
- 1.000.000.000 dinara
- 500.000.000 dinara
- 100.000.000 dinara
- 50.000.000 dinara
- 5.000.000 dinara
- 500.000 dinara
- 50.000 dinara
- 10.000 dinara
- 5.000 dinara

(Lijst is nog niet af) 